# Rurange-lès-Thionville
Rurange-lès-Thionville är en kommun i departementet Moselle i regionen Grand Est (tidigare regionen Lorraine) i nordöstra Frankrike. Kommunen ligger i kantonen Metzervisse som tillhör arrondissementet Thionville-Est. År 2022 hade Rurange-lès-Thionville 2 349 invånare.

## Befolkningsutveckling
Antalet invånare i kommunen Rurange-lès-Thionville
| Referens: INSEE |